# Joker TV
A Joker TV egy már megszűnt földi sugárzású TV csatorna.

## Története
A csatorna 1998. október 17-e és november 20-a között sugározta műsorát. A cégbírósági bejegyzés hiánya miatt azonban az ORTT a sugárzás engedélyét visszavonta. A hibát később elhárították, a Joker TV-t bejegyezték, így újra engedélyt kapott, ám a csatorna mégsem lett hosszú távon működőképes. Az Antenna Hungária Rt. végül a monoszkóp sugárzását megszüntette 1999 júniusában. A tervek szerint interaktív telefonjáték műsorokat sugárzott volna.

## Vételi adatok
- AMOS 1 (Nyugati 4 fok)
- 11,308 GHz, horizontális polarizáció
- MPEG 2/DVB kódolatlan műsor
- SR: 22860 FEC: 7/8 VPID: 200 APID: 201 PCR: 200